# 安富パーキングエリア
安富パーキングエリア（やすとみパーキングエリア）は、兵庫県姫路市安富町三森の中国自動車道上にあるパーキングエリアである。

## 道路
- E2A 中国自動車道

## 施設
上下線ともに2019年（令和元年）10月31日にリニューアルオープンした。

### 上り線（大阪方面）
- 駐車場
  - 大型 16台
  - 小型 18台
  - 二輪 4台
- トイレ
  - 男性 大2（和式1・洋式1）・小5
  - 女性 6（和式1・洋式5）
  - 車椅子用 1
- スナック（ユーアールエー、7:30 - 19:30）
- ショッピング（ユーアールエー、7:30 - 19:30）
- 自動販売機
- 携帯電話充電器（7:30 - 19:30）
- バス停留所

### 下り線（広島方面）
- 駐車場
  - 大型 16台
  - 小型 19台
  - 二輪 4台
- トイレ
  - 男性 大2（和式1・洋式1）・小5
  - 女性 6（和式1・洋式5）
  - 車椅子用 1
- スナック（ユーアールエー、7:30 - 19:30）
- ショッピング（ユーアールエー、7:30 - 19:30）
- 自動販売機
- 携帯電話充電器（7:30 - 19:30）
- バス停留所

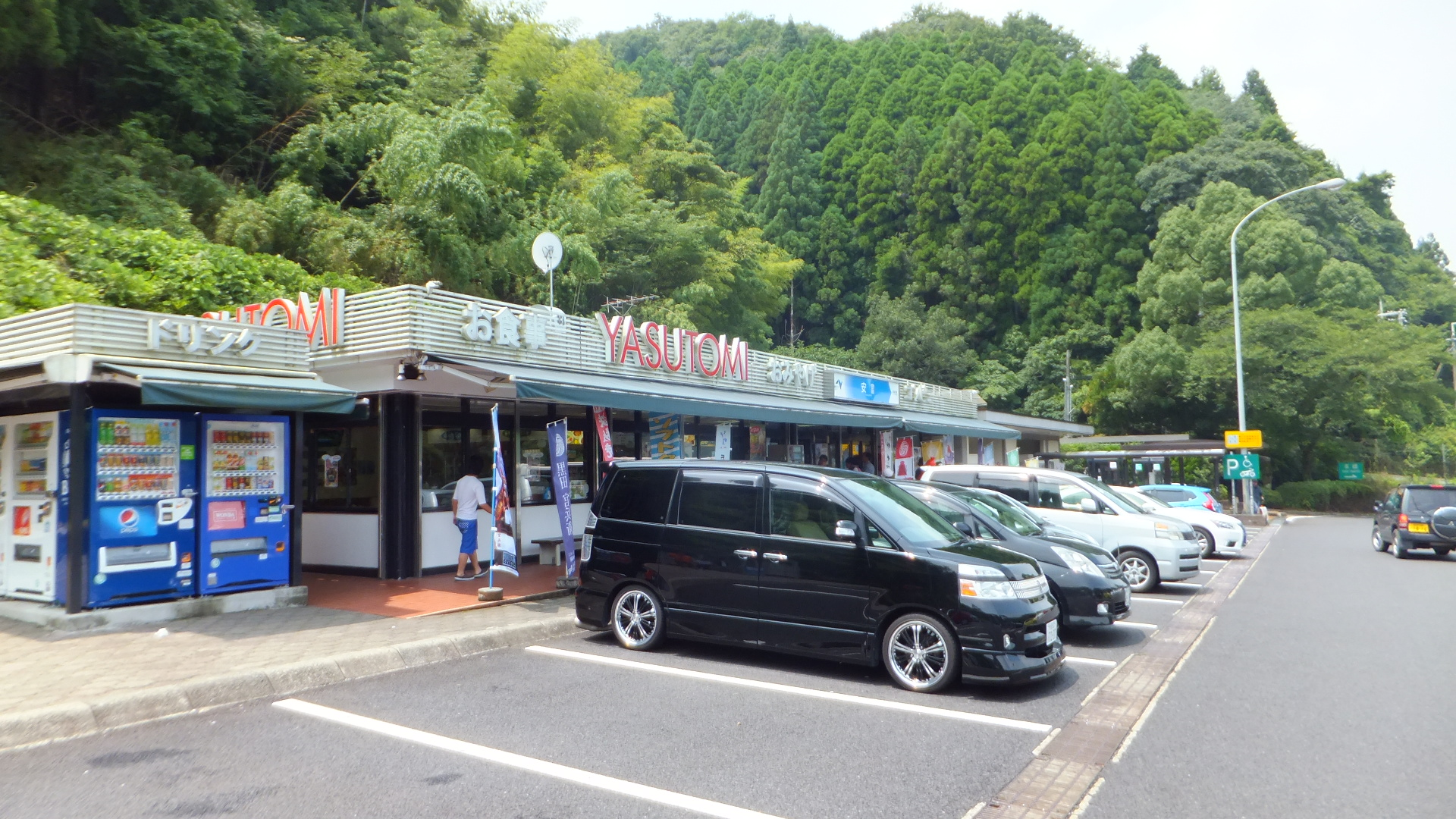
リニューアルオープン前の下り線施設
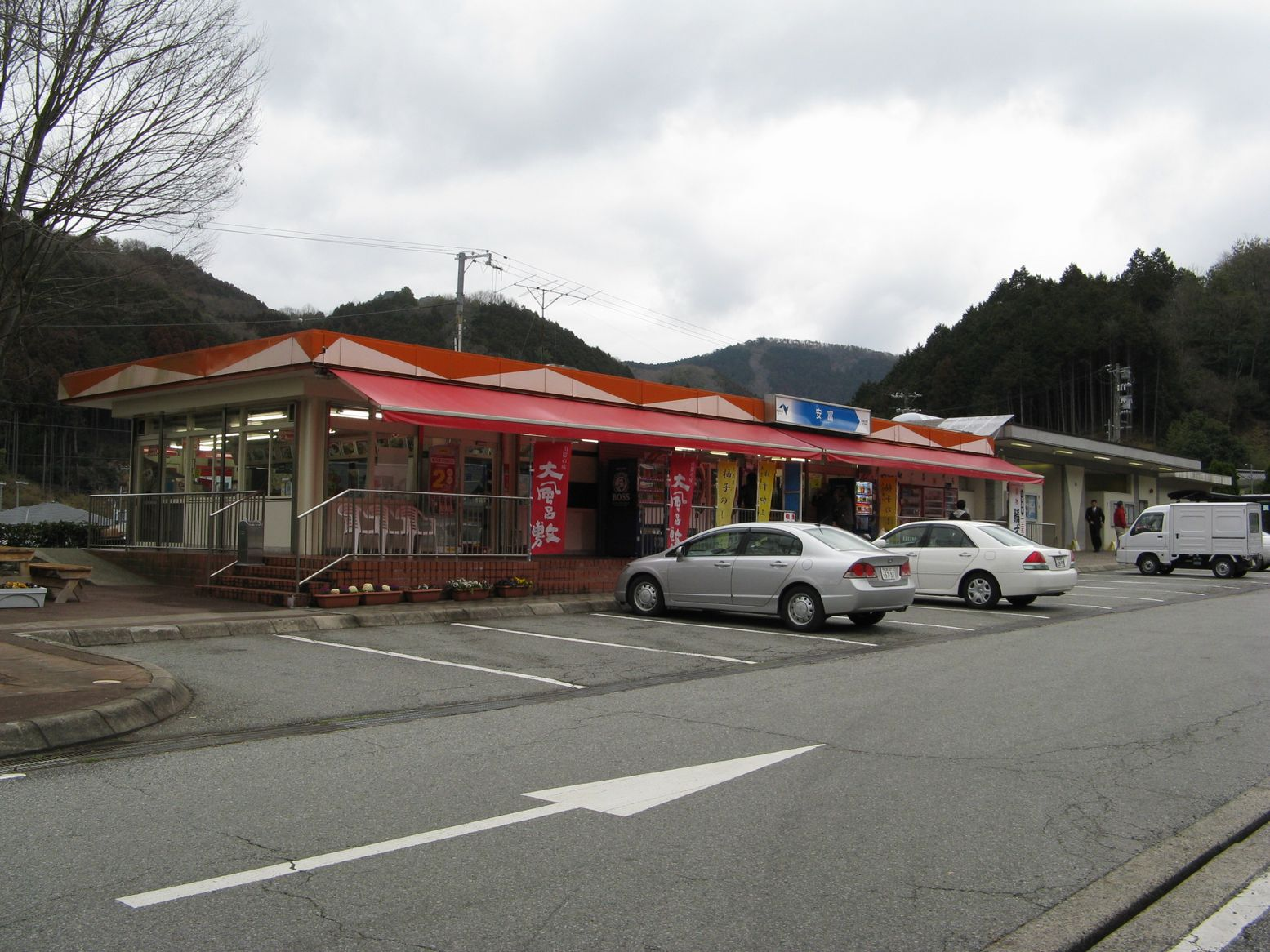
リニューアルオープン前の上り線施設

## バス停留所

### 停車する路線
| のりば | 愛称               | 会社名                 | 行先                                              | 備考       |
| ------ | ------------------ | ---------------------- | ------------------------------------------------- | ---------- |
| 上り線 | 中国ハイウェイバス | 西日本JRバス・神姫バス | 大阪（新大阪駅・大阪駅JR高速バスターミナル・USJ） | 急行便のみ |
| 上り線 | 山崎 - 三ノ宮線    | ウエスト神姫           | 神戸（神姫バス神戸三宮バスターミナル）            |            |
| 下り線 | 中国ハイウェイバス | 西日本JRバス・神姫バス | 津山（津山駅）                                    | 急行便のみ |

### バス停へのアクセス
- 神姫バス 三森バス停から徒歩約5分

## 隣
E2A 中国自動車道
(9) 福崎IC/BS - (9-1) 夢前SIC/BS - 安富PA/BS - (10) 山崎IC/BS